# Cleora phaea
Cleora phaea är en fjärilsart som beskrevs av Fletcher 1967. Cleora phaea ingår i släktet Cleora och familjen mätare. Inga underarter finns listade i Catalogue of Life.